# Carrie Stevens
Carrie Stevens, född 1 maj 1969 i Buffalo, New York, USA, är en amerikansk fotomodell och skådespelare. Stevens var flickvän till den i dag avlidne Kiss-trummisen Eric Carr.
Carrie Stevens var Playboys Playmate of the Month i juni 1997.